# Ergavia benesignata
Ergavia benesignata là một loài bướm đêm trong họ Geometridae.